# Gediminas Vagnorius
Gediminas Vagnorius (* 10. června 1957) je litevský politik, veřejný činitel, signatář Zákona o obnovení nezávislosti Litevské republiky, vyhlášeného Nejvyšším sovětem Litevské Republiky, v letech 1991–1992 a 1996–1999 třetí a osmý litevský premiér po vyhlášení obnovení nezávislosti (11. března 1990). Jeho mateřštinou je žemaitština, hovoří plynně litevsky (s žemaitským přízvukem), německy a rusky.

## Život, vzdělání, kariéra
Narodil se v rodině sedláka a učitelky. Od roku 1962 bydlel v Telšiajích. V roce 1975 ukončil školní docházku na 4. střední škole v Telšiajích. V roce 1980 absolvoval Vilniuský Institut stavebního inženýrství. V roce 1980 obhájil disertaci Kandidáta ekonomických věd (později byla tato vědecká hodnost přirovnána k Doktoru sociálních věd). V letech 1988–1990 byl vědeckým vedoucím v Ekonomickém institutu Akademie věd.
Byl zvolen do Nejvyšší Rady Seimu v obdobích 1992–1996, 1996–2000 a 2000–2004. Byl premiérem ve třetí a v osmé litevské vládě. V letech 1993–1999 byl předsedou Vlastenecké Unie (Litevských konzervativců). 3. dubna 2000 byl z Vlastenecké Unie vyloučen a stal se předsedou nově vytvořené strany Svazu umírněných konzervativců. Po sloučení této strany s Ligou mladých Křesťanských demokratů do strany Sociální Svaz Křesťanských demokratů se stal předsedou této sloučené strany.
Po sloučení Sociálního Svazu Křesťanských demokratů s frakcí Seimu "Jednotná Litva" (23. ledna 2010) byl Gediminas Vagnorius jednohlasně zvolen předsedou nové Strany Křesťanů.

## Peněžní reforma v Litvě

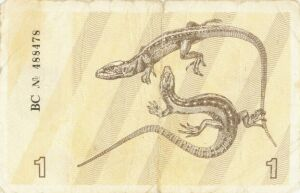
1 talon

Gediminas Vagnorius byl na počátku 90. let 20. století autorem a vykonavatelem úspěšného projektu urychleného finančního, bankovního a ekonomického odpoutání Litvy od finančních struktur rozpadajícího se Sovětského svazu, kde (v celém postsovětském prostoru včetně Litvy) v té době zuřila nevídaná hyperinflace. Jedním z nejdůležitějších nástrojů této politiky bylo zavedení takzvaných talonů, lidově: vágnorek. Ty byly zavedeny 5. srpna 1991, zpočátku jako nuceně souběžné platidlo (poměr: 1 talon = 1 rubl) se sovětským rublem. Tedy pokud nějaká položka zboží stála v SSSR kupříkladu 50,00 rublů, bylo v Litvě nutno zaplatit 50 rublů + 50 talonů. Za samotné ruble bez talonů nebylo možno (kromě černého trhu) nakoupit. Ve druhé etapě talony plně nahradily ruble. Hned od začátku bylo deklarováno, že talony jsou přechodným platidlem v přechodu na lity, které byly nakonec zavedeny 25. června 1993 v poměru 100 talonů = 1 litas. Talony (vágnorky) byly výhradně papírové a po jejich stažení z oběhu byly v Grigiškách recyklovány na toaletní papír.